# 赤壁站
赤壁站，位于中华人民共和国湖北省咸宁市赤壁市汪家堡，是京广铁路上的火车站。车站由武汉局集团武昌车务段管辖，办理客运业务。车站于1998年8月5日开工，2000年3月20日行车、电务开站，2003年6月1日正式投入使用，取代了原蒲圻站的客运业务。
在湖北省2019冠状病毒病疫情事件中，车站于2020年1月24日20:00起关闭客运业务，3月25日恢复。

## 车站结构
赤壁站站房面积3700平方米，外立面呈流线型。站房内部分设售票厅、行包房、贵宾室及四个普通候车厅。

### 站场

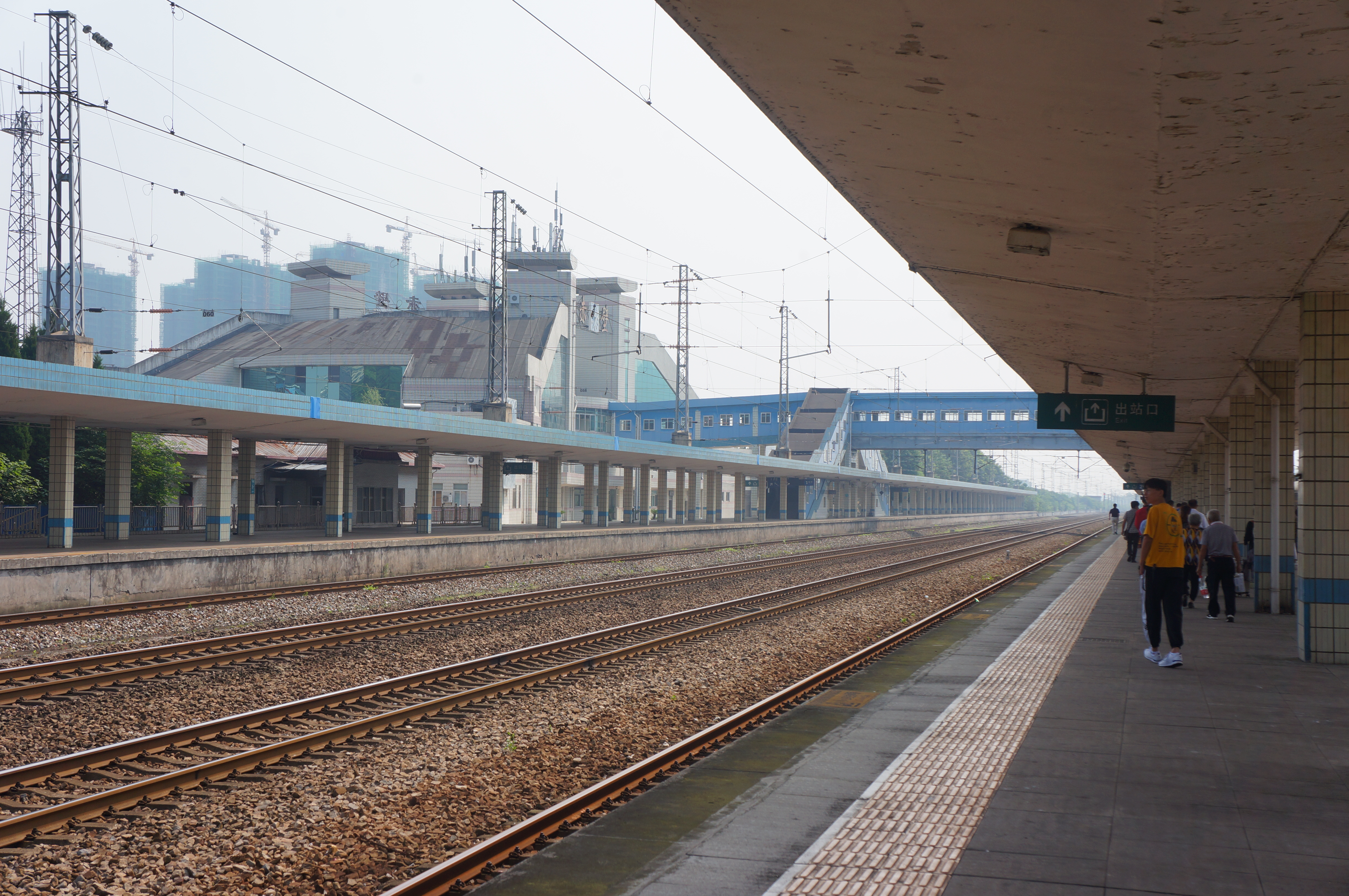
车站站房和站台

赤壁站站场设有2条正线和3条到发线（预留1条），建有长550米的基本站台和中间站台各一座。站房和各站台间通过一座天桥和一座地道连接
。
| 站房     | 售票处、进站口                    |
| 侧式站台 |                                   |
| 1站台    | 京广铁路 往北京西方向（官塘驿站） |
| 正线     | 京广铁路 上行通过列车             |
| 正线     | 京广铁路 下行通过列车             |
| 2站台    | 京广铁路 往广州方向（蒲圻站）     |
| 岛式站台 |                                   |
| 3站台    | 京广铁路 往广州方向（蒲圻站）     |

## 車站周邊
- 赤壁市客运中心
- 龙翔山公园
- 法治文化主题公园
- 赤壁市人民政府
- 赤壁国际会展中心